# بيريوسينسك
بيريوسينسك (بالروسية: Бирюсинск) هي إحدى مدن روسيا في الكيان الفدرالي الروسي إركوتسك أوبلاست.